# ムサ・エンディアイェ (1979年生のサッカー選手)
ムサ・エンディアイェ (Moussa N'Diaye、1979年2月20日 - ) はセネガル出身の元サッカー選手。現役時代のポジションはミッドフィルダー。

## 来歴

### クラブ
セネガル西部のピア・グーアイ出身。フランスのASモナコ、CSスダン・アルデンヌでプレーした。モナコでは2000年のリーグ・アン優勝メンバーに名を連ねている。

### 代表
セネガル代表として2002 FIFAワールドカップに出場している。

## 代表歴

### 出場大会
- セネガル代表
  - 2002 FIFAワールドカップ

### 試合数
- 国際Aマッチ 58試合 8得点（1998年-2007年）[5]

| セネガル代表 | 国際Aマッチ | 国際Aマッチ |
| 年           | 出場        | 得点        |
| ------------ | ----------- | ----------- |
| 1998         | 1           | 0           |
| 1999         | 8           | 2           |
| 2000         | 5           | 1           |
| 2001         | 12          | 1           |
| 2002         | 11          | 0           |
| 2003         | 2           | 0           |
| 2004         | 9           | 1           |
| 2005         | 4           | 1           |
| 2006         | 5           | 2           |
| 2007         | 1           | 0           |
| 通算         | 58          | 8           |

### 得点
| No. | 日時          | 会場                                                       | 対戦国           | 得点時 | 試合 結果 | 大会                                  |
| --- | ------------- | ---------------------------------------------------------- | ---------------- | ------ | --------- | ------------------------------------- |
| 1   | 1999年7月18日 | スタッド・レオポール・サンゴール, ダカール, セネガル       | エリトリア       | 6–1    | 6–2       | アフリカネイションズカップ2000予選    |
| 2   | 1999年8月8日  | スタッド・レオポール・サンゴール, ダカール, セネガル       | ジンバブエ       | 1–0    | 2–0       | アフリカネイションズカップ2000予選    |
| 3   | 2000年8月9日  | スタッド・ドゥ・ラミティエ, コトヌー, ベナン               | ベナン           | 1–0    | 1–1       | 2002 FIFAワールドカップ・アフリカ予選 |
| 4   | 2001年7月21日 | インディペンデンス・スタジアム, ウィントフック, 南アフリカ | ナミビア         | 5–0    | 5–0       | 2002 FIFAワールドカップ・アフリカ予選 |
| 5   | 2004年7月5日  | スタッド・レオポール・サンゴール, ダカール, セネガル       | コンゴ民主共和国 | 2–0    | 2–0       | 2006 FIFAワールドカップ・アフリカ予選 |
| 6   | 2005年5月26日 | スタッド・レオポール・サンゴール, ダカール, セネガル       | リベリア         | 5–0    | 6–1       | 2006 FIFAワールドカップ・アフリカ予選 |
| 7   | 2006年5月1日  | スタッド・レオポール・サンゴール, ダカール, セネガル       | ノルウェー       | 1–0    | 2–1       | 国際親善試合                          |
| 8   | 2006年5月23日 | ソウルワールドカップ競技場, ソウル, 韓国                   | 韓国             | 1–1    | 1–1       | 国際親善試合                          |

## タイトル
ASモナコ
- リーグ・アン: 1999–2000